# 浜尾京介
浜尾 京介（はまお きょうすけ、1991年6月25日 - ）は、日本の元俳優。愛称はマオ。
東京都出身。
タニプロモーションを経てフォーチュンエンターテイメントに所属していた。2007年に舞台『ミュージカル・テニスの王子様』で俳優デビュー、2014年2月に引退した。

## 略歴
幼少のころより映画やテレビドラマ、劇団四季の舞台などが好きだったことから俳優を志し、高校進学後より芸能活動を開始する。2007年12月、『ミュージカル・テニスの王子様』青学4代目・菊丸英二役で俳優デビュー。2008年4月よりテレビドラマ『ごくせん』（第3シリーズ）にレギュラー出演。2009年公開の映画『タクミくんシリーズ2  虹色の硝子』の主演を務め、2011年のシリーズ最終作『あの、晴れた青空』まで出演した。
2009年8月、シングル「君を見つけたい」でCDデビュー。2011年にレーベルを移してシングルとアルバムを1作ずつ発表。
2010年より、スーパー戦隊シリーズ『天装戦隊ゴセイジャー』にアグリ/ゴセイブラック役で出演。
2013年10月24日のニコニコ生放送『浜尾京介緊急生放送 浜尾京介さんが自身のこれからを語る』放送中に、浜尾本人より2014年2月をもって芸能活動を休止すると発表。同日付のオフィシャルブログにおいて「復帰の予定はなく、事実上の引退」と発表された。翌25日付のブログ記事にて自ら「様々な分野の学業を学びたい」と言及。その後、インテリアやファッションなどのデザインの勉強をする予定であると明かした。
2014年2月28日、オフィシャルブログの更新を行い、ファンやスタッフ、共演者などへの感謝や心情を述べた。該当記事には1日で2000件を超えるコメントが寄せられた。
活動休止後の2014年3月、オフィシャルブログを書籍化した単行本が発売された。同年5月に出演映画『クジラのいた夏』が公開され、その公開初日舞台挨拶において「映像メッセージ」という形で出演。また、観客として来場していたことが伝えられた。

## 人物
特技はテニスで、中学2年のときに団体戦で東京都大会優勝の経歴を持つ。趣味はサーフィン。
小さいころに好きだったスーパー戦隊シリーズは、『忍者戦隊カクレンジャー』『激走戦隊カーレンジャー』『百獣戦隊ガオレンジャー』など。

## 出演
※役名を太字で示したものは主演作品。

### テレビドラマ
- ごくせん（2008年、日本テレビ） - 寺内京介 役
  - ごくせん 卒業スペシャル（2009年）
- 俺たちは天使だ! NO ANGEL NO LUCK 第6話（2009年、テレビ東京） - サム 役
- 天装戦隊ゴセイジャー（2010年 - 2011年、テレビ朝日） - アグリ / ゴセイブラック 役
- ギャルバサラ外伝（2012年、メ〜テレ） - 与平 役

### 映画
- タクミくんシリーズ
  - タクミくんシリーズ2 虹色の硝子（2009年） - 葉山託生 役
  - タクミくんシリーズ3 美貌のディテイル（2010年） - 葉山託生 役
  - タクミくんシリーズ4 Pure〜ピュア〜（2010年） - 葉山託生 役
  - タクミくんシリーズ5 あの、晴れた青空（2011年） - 葉山託生 役
- ごくせん THE MOVIE（2009年） - 寺内京介 役
- スーパー戦隊シリーズ
  - 侍戦隊シンケンジャーVSゴーオンジャー 銀幕BANG!!（2010年） - ゴセイブラックの声 役
  - 天装戦隊ゴセイジャー エピックON THEムービー（2010年） - アグリ / ゴセイブラック 役
  - 天装戦隊ゴセイジャーVSシンケンジャー エピックon銀幕（2011年） - アグリ / ゴセイブラック 役
  - ゴーカイジャー ゴセイジャー スーパー戦隊199ヒーロー大決戦（2011年） - アグリ / ゴセイブラック 役
- 月と嘘と殺人（2010年） - 竹内翔 役
- ギャルバサラ -戦国時代は圏外です-（2011年） - 与平 役
- 武蔵野線の姉妹（2012年） - ケン 役
- 映画版 不毛会議（2013年） - 新村 役
- メサイア-漆黒ノ章-（2013年） - 司馬柊介 役
- 冴え冴えてなほ滑稽な月（2013年） - 武藤雅美 役
- 僕たちの高原ホテル（2013年） - 相沢歩 役
- テコンドー魂〜Rebirth〜（2014年） - 石場退助 役
- クジラのいた夏（2014年） - ギズモ 役

### オリジナルビデオ
- 帰ってきた天装戦隊ゴセイジャー last epic（2011年、東映ビデオ） - アグリ / ゴセイブラック 役
- 女子大生怪奇倶楽部 第五話「恐怖!人喰い巨大ザリガニ」（2012年、ティー・オーエンタテインメント）

### 配信ドラマ
- 君がいた季節 Season Where You Are（2009年、魔法のiらんど） - 伊藤俊平 役
- デビューしちゃった（2009年、魔法のiらんど） - 桜悠斗 役
- 恋のABeeC大辞典〜すべての男をおとす方法〜（2009年、BeeTV）

### 舞台
- ミュージカル テニスの王子様（2007年 - 2009年） - 菊丸英二 役
  - The Progressive Match 比嘉 feat.立海
  - Dream Live 5th
  - The Imperial Presence 氷帝 feat.比嘉
  - The Treasure Match 四天宝寺 feat. 氷帝
  - Dream Live 6th
- エブリ リトル シング'09（2009年） - 清明 役ほか
- 困ったメン〜絶望のジングルベルMIX〜（2009年） - サチオ 役
- PEACE MAKER〜新撰組参上〜（2011年） - 沖田総司 役
- abc★赤坂ボーイズキャバレー『2回表!』〜喝!&勝つ!〜（2011年） - 福本亮 役
- コカンセツ!〜再演〜（2011年） - 河合雅樹 役
- ANGEL EYES 真っ直ぐにススメ。（2011年） - キズナ 役
- 不思議な町の王子様（2012年） - ケイタロウ 役
- ホワイト★タイツ（2012年） - 相馬祐輔 役
- 新撰組異聞PEACE MAKER（2012年） - 沖田総司 役
- 舞台版「WORKING!!」（2012年） - 小鳥遊宗太 役
- BS-TBS サマーパーティー2012 エチュード（2012年）
- 舞台「戦国BASARA3」-瀬戸内響嵐-（2012年） - 長曾我部元親 役
- 舞台版 不毛会議（2013年） - 新村 役
- 不思議な町の王子様 第二章（2013年） - ケイタロウ/一条蘭 役
- Messiah メサイア -銅ノ章-（2013年） - 司馬柊介 役
- Messiah メサイア -白銀ノ章-（2014年） - 司馬柊介 役

### インターネット
- ヒートアップ・イブ（2011年4月19日 - 2012年1月24日、ニコニコ生放送）
- BACS-TV〜美男!イケメンガチンコバトル!〜（2011年10月19日 - 2012年12月19日、あっ!とおどろく放送局・@TV） - 不定期MC[16]
- ブサイク☆キングダム（2013年2月13日 - 2014年1月31日、アメーバスタジオ）

### モデル
- 『RUPERT』2009春・夏イメージモデル（2009年）
- イーコスメ株式会社「リンネ」広告モデル（2012年）

## ディスコグラフィ

### シングル
1. 君を見つけたい（2009年8月5日、マーベラスエンターテイメント）MJCD-23072
2. SHINE（2011年5月25日、ノベルサウンズ）UNS-026

### アルバム
1. 7 COLORS（2011年5月25日、ノベルサウンズ）UNS-027

### 参加作品
- BOYS AND MEN「Endless Sky」（2012年） - シングル「バリバリ★ヤンキーロード」カップリング、水野勝とのデュエット
- 渡辺大輔×伊﨑右典×浜尾京介「MEMORIAL ROAD 〜The prince of a wonderful town〜」（2012年） - 舞台『不思議な町の王子様』主題歌

## 作品

### 写真集
- 16ans 〜REAL〜（2008年4月1日、スタジオワープ）ISBN 4-903451-57-7
- マオトラ 〜mao travel〜（2010年9月21日、ワニブックス）ISBN 978-4-8470-4307-9
- イノセント -天使のような-（2011年3月11日、学研）ISBN 978-4056062625 ※オムニバス写真集
- A（2013年11月25日、エス・エル・エフ）

### 映像作品
イメージDVD
- Frame 17（2008年10月22日、ビデオメーカー）ENFD-9011
- まおコレ2009 〜君にエールを（2009年9月16日、ポニーキャニオン）PCBG-10968
- 素顔の京介（2010年4月21日、ポニーキャニオン）PCBE-11788
- 浜尾京介 〜sora〜（2011年1月21日、東映）DFTD03344
- マオトラ the Movie（2011年3月19日、ワニブックス）B004MPRW8W
- ベストアクター・コレクション 浜尾京介（2013年5月3日、アルバトロス）B00BJ7LT30
- 浜尾京介写真集『A』メイキングDVD（2013年12月1日、エス・エル・エフ）

その他の映像作品
- ホワイトキューブ（2008年、ビデオメーカー）
  - 005 和紙工芸（京明かり作り）編
  - 008 京絞り染め編
  - 012 シルバージュエリー編

- 微笑みのアジア〜メンロードを行く! ベトナム編 〜旅人・浜尾京介〜（2012年、TCエンタテインメント）
- ハッピーレシピ2 男子!チューボーに入ります!（2012年、アルバトロス）
- ハッピーレシピ3 男子!チューボーに入ります!（2012年、アルバトロス）
- 戦国BASARA バサラ祭2012〜夏の陣〜（2012年、タブリエ・コミュニケーションズ）※イベントDVD

## 書籍
- Lucky!! 浜尾京介Official BLOG マオの日々ロク セレクション 2011.6.25 - 2014.2.28（2014年3月25日、エス・エル・エフ）